# Jaycee Carroll
Jaycee Carroll, né le 16 avril 1983 à Laramie dans l'État du Wyoming, est un joueur américano-azéri de basket-ball. Il évolue au poste d'arrière.

## Biographie
En octobre 2014, Carroll est nommé meilleur joueur de la 3e journée de la saison régulière de l'Euroligue. Il réalise une évaluation de 37 (32 points marqué dont 7 paniers à trois points) dans la victoire de son équipe, le Real Madrid face au BK Nijni Novgorod.
En novembre 2016, Carroll et le Real Madrid prolongent le contrat qui les lie jusqu'à la fin de la saison 2018-2019. En octobre 2018, le contrat est de nouveau prolongé jusqu'au terme de la saison 2019-2020. En mai 2020, Carroll signe un nouveau contrat d'un an avec le Real.
Jaycee Carroll ne joue pas de la saison 2021-2022 et annonce sa retraite sportive en juin 2022. Il est le joueur étranger qui a joué le plus de rencontres avec le Real Madrid.

## Palmarès
- Champion d'Espagne en 2013, 2015, 2016, 2018 et 2019
- Vainqueur de l'Euroligue en 2015 et 2018
- Vainqueur de la Coupe du Roi en 2012, 2014, 2015, 2016, 2017 et 2020
- Vainqueur de la Supercoupe d'Espagne en 2012, 2013, 2014 et 2018
- Vainqueur de la Coupe intercontinentale de basket-ball en 2015